# 쑨커팡

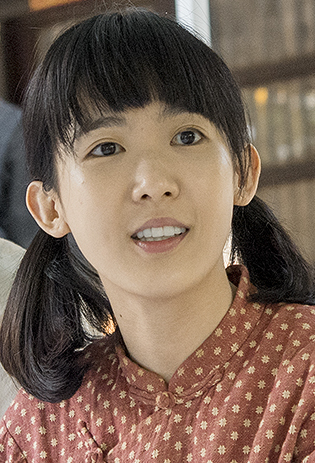

쑨커팡(중국어 정체자: 孫可芳, 병음: Sūn Kêfāng, 한자음: 손가방, BeanBean, 1987년 11월 2일 ~ )은 대만의 배우이다. 본명은 라이이팡(賴儀芳)이다.

## 방송
- 사루적천당
- 유생지년
- 영일공격

## 영화
- 마이 미씽 발렌타인
- 침묵의 숲
- 고미